# Anthemis glaberrima
Anthemis glaberrima ist eine Pflanzenart aus der Gattung der Hundskamillen (Anthemis) in der Familie der Korbblütler (Asteraceae). Sie wurde als eine der 50 am meisten gefährdeten Pflanzen der Mittelmeerinseln eingestuft.

## Merkmale
Anthemis glaberrima ist ein einjähriger Schaft-Therophyt, der Wuchshöhen von 2 bis 30 Zentimeter erreicht. Die Blattzipfel sind zugespitzt. 
Der Korbboden ist fast flach und seine Mitte ist spitz kegelförmig. Die Spreublätter sind kahl und kürzer als die der Röhrenblüten. Die Zungenblüten sind unfruchtbar, kurz, breit elliptisch und rosa. Die Früchte sind 1 bis 1,25 Millimeter lange und fast genauso breite, körnige oder höckerige Achänen. Ihre Rippen sind fein runzelig und ihr Krönchen ist schief, häutig und ausgebissen gezähnelt.
Die Blütezeit liegt im April.
Die Chromosomenzahl beträgt 2n = 18.

## Vorkommen
Anthemis glaberrima ist auf den beiden kleinen Inseln Agria Gramvousa (0,825 km²) und Imeri Gramvousa (0,722 km²) endemisch, die Kreta im äußersten Nordwesten vorgelagert sind. Die Art wächst auf Kalkfelsen.

## Systematik
Anthemis glaberrima wurde 1943 von Karl Heinz Rechinger unter dem Basionym Ammanthus glaberrimus erstbeschrieben und 1968 von Werner Greuter in die Gattung Anthemis gestellt.
Die Art gehört innerhalb der Gattung Anthemis zur Ammanthus-Gruppe. Diese enthält neben Anthemis glaberrima die im Süden der Ägäis endemischen Arten Anthemis ammanthus, Anthemis filicaulis und Anthemis tomentella.

## Bedrohung und Schutz
Anthemis glaberrima wird in der Roten Liste der IUCN als vom Aussterben bedroht („Critically Endangered“) eingestuft, da die Art ein Verbreitungsgebiet von weniger als 10 km² besitzt und bei einjährigen Arten starke Schwankungen in der Populationsdichte auftreten können. Die Teilpopulation von Agria Gramvousa scheint aufgrund von Beweidung und Meeresverschmutzung gefährdet. Dagegen ist die Teilpopulation Imeri Gramvousas verhältnismäßig isoliert und nicht durch menschliche Einflüsse gefährdet, die Insel wird lediglich im Sommer von Touristen besucht. Die Art wird in Griechenland im National Red Data Book als vom Aussterben bedroht eingestuft und ist durch das Präsidential-Dekret 67/81 geschützt. Weiters wird sie im Anhang II der FFH-Richtlinie als prioritäre Art und im Anhang I der Berner Konvention geführt.
Auf Agria Gramvousa wurde zum Schutz von Anthemis glaberrima ein Schutzgebiet (Micro-Reserve) mit einer Größe von 4,4 ha eingerichtet. Außerdem wurde eine Kampagne durchgeführt, um die Bevölkerung und die lokalen Behörden über die Art aufzuklären. In der Saatgutbibliothek des Mediterranean Agronomic Institute of Chania wurden Samen der Art eingelagert.
Aufgrund des Reichtums von Agria Gramvousa an endemischen Arten sollte die Insel zum Naturschutzgebiet ernannt werden. Außerdem sollte für die Insel ein Management-Plan entwickelt werden, um das Eindringen von Herbivoren und invasiven Pflanzen zu verhindern.